# Julia van den Berg
Julia van den Berg (* 11. März 1982) ist eine ehemalige deutsche Fußballspielerin, die im Seniorinnenbereich für sechs Vereine aus dem Ruhrgebiet in vier Spielklassen aktiv gewesen ist.

## Karriere
Van den Berg spielte bereits im Alter von 17 Jahren in Haltern am See im Kreis Recklinghausen für den im Ortsteil Flaesheim ansässigen Bundesliganeuling FFC Flaesheim-Hillen. Von 1999 bis 2001 gehörte sie dem Verein an, für den sie zum Saisonstart am 29. August 1999 bei der 1:3-Niederlage im Heimspiel gegen Grün-Weiß Brauweiler im Seniorinnenbereich debütierte. Nachdem sie in acht weiteren Saisonspielen eingesetzt worden war, kam sie in der Folgesaison ein einziges Mal zum Saisonausklang am 10. Juni 2001 (22. Spieltag) bei der 1:3-Niederlage im Auswärtsspiel gegen den FSV Frankfurt zu einem Punktspiel.
Von 2006 bis 2008 gehörte sie der SG Wattenscheid 09 an, mit der sie am Ende ihrer ersten Saison in die Bundesliga aufstieg. Mit ihren 13 von 22 Saisonspielen konnte sie zum Klassenverbleib jedoch nicht beitragen und wechselte in der Folgesaison in die Gruppe Nord der seinerzeit zweigleisigen 2. Bundesliga zum Liganeuling SG Lütgendortmund, der die Spielklasse jedoch auch nicht halten konnte.
Nachdem sie sich in der Saison 2009/10 dem unterklassigen Verein Hombrucher SV aus dem Dortmunder Stadtteil Hombruch angeschlossen hatte, wechselte sie in den Stadtteil Berghofen. Für die SpVg Berghofen begann sie in der Saison 2010/11 in der fünftklassigen Landesliga und war mit dem Verein von 2011 bis 2015 in der viertklassigen Westfalenliga vertreten. In ihrer letzten Saison schloss sie mit ihrer Mannschaft das Klassement auf den zweiten Platz hinter Arminia Bielefeld ab.
Ihre letzten beiden Saisonen spielte sie für den 1. FFC Recklinghausen in der Westfalenliga bevor sie mit Ablauf des 30. Juni 2017 ihre Spielerkarriere beendete.

## Erfolge
- Meister 2. Bundesliga Nord 2007 und Aufstieg in die Bundesliga

## Sonstiges
Van den Berg kam mit der SG Wattenscheid 09 im Jahr 2007 in drei Spielen der Gruppe 2 im Rahmen des WM-Überbrückungsturnier zum Einsatz.